# Sokolany (gromada)
Sokolany – dawna gromada, czyli najmniejsza jednostka podziału terytorialnego Polskiej Rzeczypospolitej Ludowej w latach 1954–1972.
Gromady, z gromadzkimi radami narodowymi (GRN) jako organami władzy najniższego stopnia na wsi, funkcjonowały od reformy reorganizującej administrację wiejską przeprowadzonej jesienią 1954 do momentu ich zniesienia z dniem 1 stycznia 1973, tym samym wypierając organizację gminną w latach 1954–1972.
Gromadę Sokolany z siedzibą GRN w Sokolanach utworzono 31 grudnia 1959 w powiecie sokólskim w woj. białostockim z obszaru zniesionych gromad Racewo, Nowowola i Woroniany.
31 grudnia 1961 do gromady Sokolany przyłączono wsie Sierbowce i Żuki ze znoszonej gromady Bogusze oraz wieś Starowlany ze znoszonej gromady Popławce; z gromady Sokolany wyłączono natomiast wieś Kraśniany, kolonie Wroczyńszczyzna i Wroni Ług oraz obszar lasów państwowych N-ctwa Sokółka obejmujący oddziały 142—151 i obszar lasów państwowych N-ctwa Sokółka o powierzchni 28 ha stanowiący uroczysko Wroni Ług włączając tereny te do zniesionej gromady Bogusze.
1 stycznia 1972 do gromady Sokolany przyłączono wieś Trzcianka ze zniesionej gromady Majewo.
Gromada przetrwała do końca 1972 roku, czyli do kolejnej reformy gminnej. 
Zobacz też: gmina Sokolany.